# マーデルングエネルギー
マーデルングエネルギー（英: Madelung energy）は、イオン結晶物質における、イオン-イオン間の静電的相互作用によるエネルギーの総和。
結晶における最隣接原子間距離をr0 、最隣接の陽イオン‐陰イオンのペアの数をN 、イオンの価数をZ 、素電荷をe とすると、マーデルングエネルギーEMadelung は、
{\displaystyle E_{\mathrm {Madelung} }=-N\alpha {{Z^{2}e^{2}} \over {r_{0}}}}
となる。ここでαはマーデルング定数と言われるもので、結晶構造によって値が変わる定数である。
イオン結晶に限らず、結晶内（結晶構造となっていない周期系なども含む→分子動力学法）のイオン同士、イオン芯同士などの計算は、その相互作用が長距離力であるため、エバルトの方法を使って求められる。

## マーデルング定数

塩化ナトリウム型格子

イオン結晶において、静電気的なポテンシャルエネルギーを表す定数をマーデルング定数と呼び、結晶構造の種類により決まる定数である。イオン結晶の格子エネルギーUはマーデルング定数をMとして以下の理論式で表される。
{\displaystyle U={\frac {N_{A}Mz^{2}e^{2}}{4\pi \varepsilon _{0}r_{0}}}\left(1-{\frac {1}{n}}\right)}
なおこの定数の計算法として最近接のイオンによる静電エネルギー、第二近接のイオンによる静電エネルギー、と順次加算していくという説明がなされる場合がある。例えば塩化ナトリウム型格子では、ナトリウムイオンを中心として、それを囲む6配位の塩化物イオンとのクーロン引力、さらに隣の塩化物イオンの{\displaystyle {\sqrt {2}}}倍の距離にある、12個のナトリウムイオンとのクーロン斥力という具合に、以下の無限級数の和として求められるなどと記されることがある。
{\displaystyle M_{\rm {NaCl}}=6-{\frac {12}{\sqrt {2}}}+{\frac {8}{\sqrt {3}}}-{\frac {6}{2}}+{\frac {24}{\sqrt {5}}}-\cdots }
しかしながらこの級数は収束しないことが知られており、このような分割ではマーデルング定数を求めることはできない.。これは、このような分割を行った場合にはある項は多数の正イオンのみを含みエネルギーを大きく上昇させ、次の項は多数の負イオンのみを含みエネルギーを大きく低下させることになり、級数の和が激しく振動してしまうためである。また、任意のn番目の項の配位数をnの関数として表現することも不可能であるため、実際の計算にも適さない。マーデルング定数を正しく求める場合には、エバルトの方法などを用いるとよい。また、簡便でありながらも比較的収束が良い計算法としては、立方体状のセルに含まれるイオンからの静電エネルギーを用い、このセルのサイズを大きくしていくという手法もある。主な結晶構造のマーデルング定数は以下の通りである。
| 結晶構造             | マーデルング定数 M |
| -------------------- | ------------------ |
| 塩化ナトリウム型構造 | 1.747558           |
| 塩化セシウム型構造   | 1.762670           |
| 閃亜鉛鉱型構造       | 1.63806            |
| ウルツ鉱型構造       | 1.6413             |
| 蛍石型構造           | 5.03878            |
| 赤銅鉱型構造         | 4.11552            |
| ルチル型構造         | 4.816              |